# Sydlig gulhake
Sydlig gulhake (Geothlypis velata) är en fågel i familjen skogssångare inom ordningen tättingar.

## Utbredning och systematik
Fågeln förekommer från sydöstra Peru till Bolivia, Brasilien, Paraguay, Uruguay och nordöstra Argentina. Tidigare kategoriserades den som underart till svartmaskad gulhake (G. aequinoctialis) och vissa, som IUCN, gör det fortfarande.

## Status
IUCN erkänner den inte som art, varför den inte placeras i någon hotkategori.